# North Bucks & District Football League
North Bucks & District Football League är en engelsk fotbollsliga, grundad 1911. Den har fyra divisioner och toppdivisionen Premier Division ligger på nivå 12 i det engelska ligasystemet.
Vinnaren av Premier Division kan bli uppflyttad till Spartan South Midlands Football League.

## Mästare
| Säsong  | Premier Division | Intermediate Division   | Division One            | Division Two        |
| ------- | ---------------- | ----------------------- | ----------------------- | ------------------- |
| 2004/05 | Steeple Claydon  |                         |                         |                     |
| 2005/06 | Potterspury      |                         |                         |                     |
| 2006/07 | PB(MK)           | Thornborough Athletic   | Brackey Sports Res      | Lavendon Sports Res |
| 2007/08 | PB(MK)           | AFC Brickhill Rangers   | Rangers XI              | Wolverton Town Res  |
| 2008/09 | Lavendon Sports  | Sherington              | Woburn Sands Wanderer's | Westbury            |
| 2009/10 | Steeple Claydon  | Potterspury             | Heath Panthers United   | Stewkley Reserves   |
| 2010/11 | Brackley Sports  | Milton Keynes Wanderers | Celtic Milton Keynes    | Olney Town Colts    |

Källa: Officiella webbplatsen